# لاس ووئلتاس
لاس ووئلتاس (به اسپانیایی: Las Vueltas) یک منطقهٔ مسکونی در السالوادور است که در Chalatenango Department واقع شده‌است.

## خصوصیات
لاس ووئلتاس ۳۶٫۸۳ کیلومترمربع مساحت و ۲٬۱۰۱ نفر جمعیت دارد.

## خواهرخوانده
شهر وینزر، انتاریو خواهرخواندهٔ لاس ووئلتاس هست.